# Calliroe (artista)
Calliroe (in greco antico: Καλλιῤῥόη?, Kallirrhoē; in latino Callirrhoe) o Cora (Κόρα, Kora) Sicionide (Sicione, fl. circa VII-VI secolo a.C. – ...) è stata un'artista greca antica, pittrice e scultrice, figlia e discepola di Butade (per questo detta anche Dibutade), ceramista e scultore.

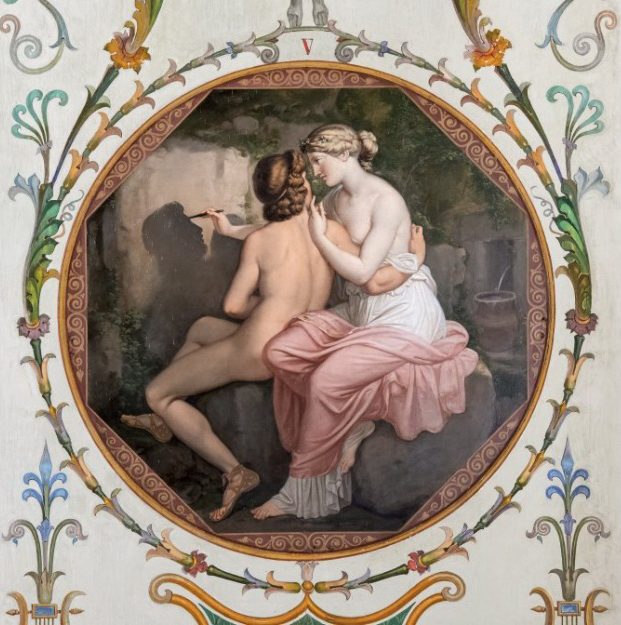
La leggenda della figlia di Butade, dipinto parietale del pittore tedesco Johann Georg Hiltensperger, presente a San Pietroburgo, presso il Museo Ermitage, come parte di un immenso ciclo pittorico noto come Storia della pittura nell'antichità (1845—1848) lungo le gallerie del museo.

È considerata la prima artista in quanto tale di cui ci siano testimonianze oggettive.
È accreditata, assieme al padre, come l'inventrice del rilievo.

## Biografia e mitografia
Plinio racconta nella sua Storia naturale che Calliroe ebbe l'intuizione di tracciare col carboncino l'ombra del suo amante (in base a come viene rappresentato, forse un pastore-guerriero, com'era consuetudine all'epoca per un soldato greco benestante possedere e proteggere degli armenti da pascolo), disegnandone così il profilo riflesso su una parete dalla luce, di una lampada lì accanto. Gli antichi Greci considerano questa l'origine della pittura.
Suo padre applicò l'argilla a quelle stesse linee d'ombra, conservandone i contorni, e poi riscaldò questo profilo di terra: così ebbe origine la scultura in rilievo. Questo lavoro fu considerato il primo rilievo ceramico, e fu conservato come dono per circa 200 anni presso il Ninfeo di Corinto prima di esser distrutto da un incendio, quando i Romani sotto Lucio Mummio saccheggiarono la città nel 146 a.C.

## Nella cultura popolare
Il mito di Calliroe ha impressionato tanto i posteri, ed è stato rappresentato molte volte nella storia dell'arte, in particolare da Jean-Baptiste Regnault ne L'origine della pittura.

Joseph Wright of Derby, La cameriera corinzia (ca. 1784; National Gallery of Art, Washington).
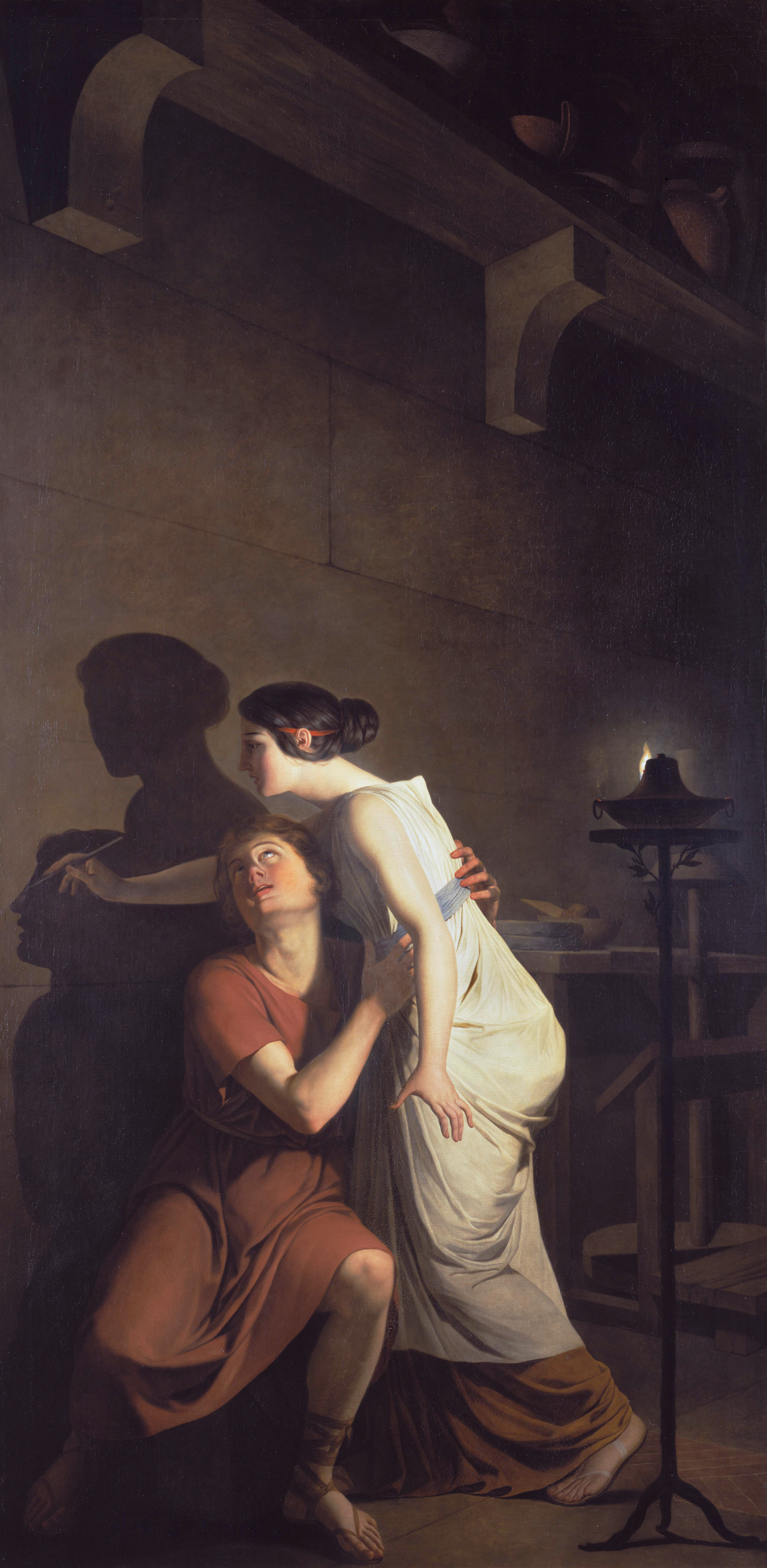
Joseph-Benoît Suvée, L'Invenzione dell'arte del disegno (1791; Groeningemuseum, Bruges).
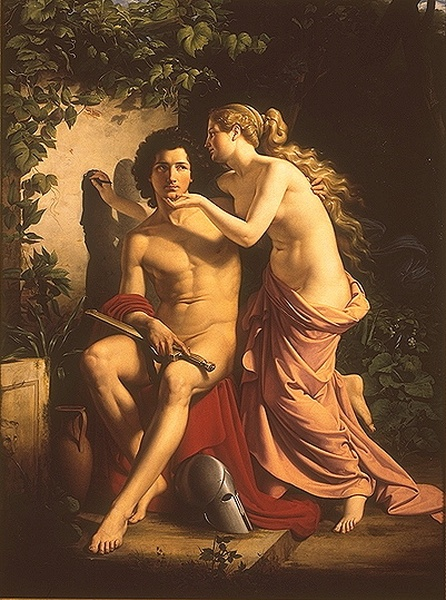
Eduard Daege, L'Invenzione della pittura (1832; Alte Nationalgalerie, Berlino).
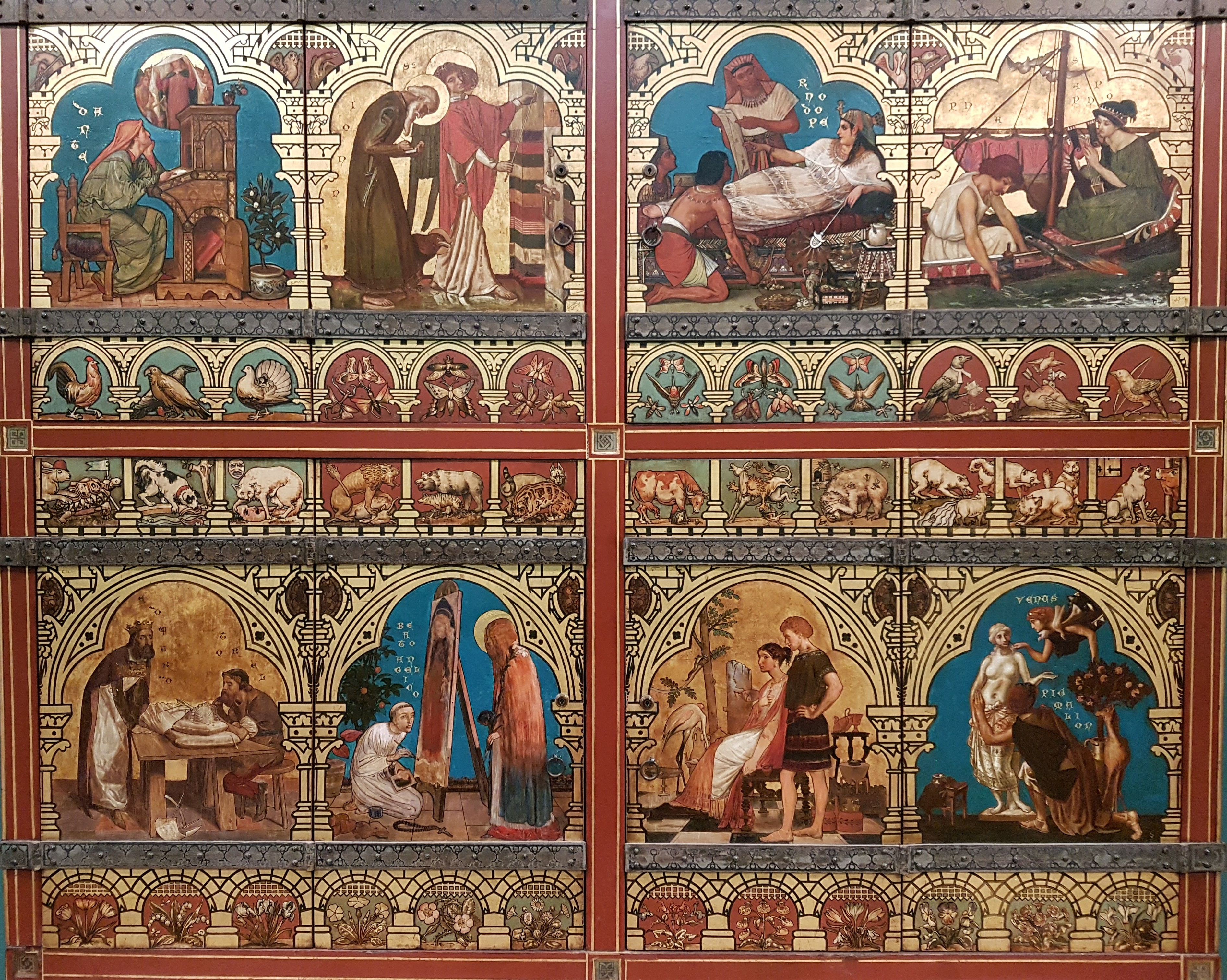
La "Grande Libreria" (1859-1862; Ashmolean Museum, Oxford), opera collettiva progettata da William Burges, con un riquadro dedicato a Calliroe e il suo amato (in basso a sinistra), e accanto quello del re Pigmalione e Galatea.